# Dawangere
Dawangere (kannada ದಾವಣಗೆರೆ) – miasto w południowych Indiach, w stanie Karnataka, na wyżynie Dekan, w dolinie rzeki Bhagra. Około 418 tys. mieszkańców.